# Armando de Armas Romero
Armando de Armas Romero (La Habana, Cuba, 27 de noviembre de 1914-ídem, 25 de mayo de 1981), fue un pintor cubano.
Estudió entre 1957 y 1959 en la Escuela de Artes y Oficios de La Habana. No obstante es considerado un artista autodidacta que desarrolla su trabajo en la pintura y la escenografía. En tanto a su experiencia profesional trabajó entre la década de los años treinta y los cincuenta como empleado postal, constructor, en la capital habanera. Entre 1957 y 1959 fue escenógrafo, junto con Manolo Roig, en el Teatro Martí de la capital cubana.

## Exposiciones personales
Logró exponer su trabajo en dos exposiciones personales importantes, una de ellas fue en 1975 "Exposición de Paisajes de Armando de Armas", en la Galería de La Rampa del Hotel Habana Libre y la otra en 1978, "Paisajes cubanos del pintor Armando de Armas", en la Casa de la Cultura de Plaza, La Habana.

## Exposiciones colectivas
Entre las muestras colectivas más relevantes cabe citar en 1972 la "III Trienal de Arte Insito (Naif)" en la Slovak National Gallery, Bratislava (entonces Checoslovaquia) y durante 1972 y 1973 la gran exposición "8 Primitive Painters" que itineró por varios países de Europa y que estuvo en Copenhague (Dinamarca), Belgrado (Yugoslavia), Praga (extinta Checoslovaquia), Varsovia (Polonia), en el Museo Pushkin de Moscú (URSS), en el Museo Szépmúvészeti de Budapest (Hungría), en la Galería de Artâ Naivâ de Bucarest (Rumanía) y en Sofía (Bulgaria).
También fue parte de dos exposiciones importantes como "11 Pintores Ingenuos de Cuba" en el vestíbulo del Museo del Palacio de Bellas Artes en Ciudad de México y en 1981 "Artistas populares de Cuba" en el Museo Nacional de Bellas Artes de La Habana.

## Colecciones
Su obra forma parte de la colección del Museo Nacional de Bellas Artes de La Habana.